# 马特里什
马特里什是葡萄牙埃武拉区的一个堂区。总面积41.23平方公里，总人口3701人，人口密度89.8人/平方公里。